# گلدن اسکوئر، ویکتوریا
گلدن اسکوئر (به انگلیسی: Golden Square) یک حومه شهر در استرالیا است که در ویکتوریا (استرالیا) واقع شده‌است.